# Charles Wellington Furse
Charles Wellington Furse, né le 13 janvier 1868 à Staines, mort le 16 octobre 1904 est un peintre anglais.
Fils du Révérend. C. W. Furse, archidiacre de Westminster, et recteur de St John's il descend aussi de Joshua Reynolds. Il ne vécut pas très longtemps, mais si bref qu'ait été le temps que le destin lui impartit, cela ne l'empêcha pas de devenir un « artiste important » au point d'occuper une place éminente dans l'histoire de l'art du portrait en Angleterre, qui va de l'époque où Antoine van Dyck « fut appelé à la cour de Charles Ier d'Angleterre jusqu'au XXe siècle. »

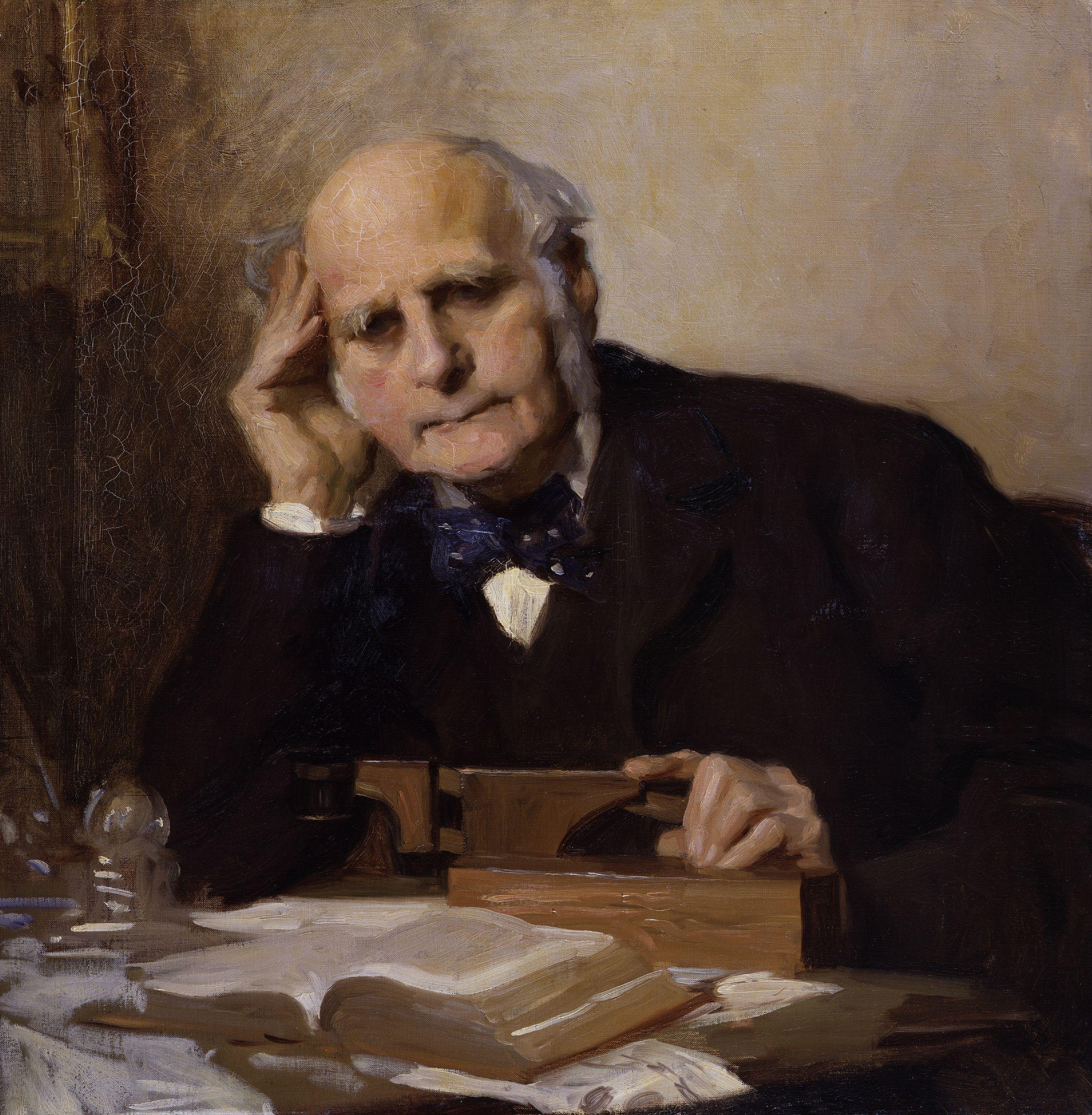
Francis Galton portrait par Charles Wellington Furse, National Portrait Gallery, Londres

Dès l'âge de sept ans il réalisa des dessins en vue d'illustrer les romans de Walter Scott. Il entra à la Slade School of Fine Art en 1884, obtenant la bourse Slade l'année suivante. Il complète sa formation à l'Académie Julian à Paris. Il vit son travail acharné souvent interrompu par la maladie, « car les symptômes de la tuberculose étaient déjà apparus quand il fréquentait la Slade School. La réalisation d'un important tableau intitulé Cain est sa première contribution à la Royal Academy à laquelle il fut élu l'année de sa mort. Quelques années auparavant, il avait ardemment soutenu le New English Art Club aux expositions duquel il contribua de manière constante. »
Il peignait ses portraits de telle façon que les personnes représentées y apparaissent avec naturel, semblant dégagées des contraintes liée à la pause dans l'atelier de l'artiste.
En octobre 1900 il épouse Katharine Symonds, la fille de John Addington Symonds. Il meurt quatre ans plus tard après lui avoir donné deux fils.